# Cray C90
Cray C90 (inizialmente chiamato Y-MP C90) identifica una serie di supercomputer vettoriali prodotti da Cray Research nel 1991. Il C90 derivava dall'architettura del Cray Y-MP. Rispetto all'Y-MP il processore del C90 aveva una pipeline vettoriale doppia e un clock più rapido (4.1 ns o 244 MHz) che combinati permettevano al processore di triplicare le prestazioni del predecessore. Il massimo numero di processori gestiti dal sistema vennero raddoppiati portandoli a 16. La serie C90 utilizzava lo stesso Model E IOS (Input/Output Subsystem) e il sistema operativo UNICOS dei primi Y-MP Modello E.
La serie C90 incluse i modelli C94, C98 e C916 (configurati con al massimo, quattro, otto e sedici processori rispettivamente) e i modelli C92A e C94A (raffreddamento ad aria). La memoria SRAM massima gestita dal sistema variava da 1 a 8 GB a seconda del modello.
Le varianti D92, D92A, D94 e D98  (conosciute anche come C92D, C92AD, C94D e C98D) erano dotate di una lenta memoria DRAM, ma l'elevata densità permetteva di raddoppiare la memoria disponibile portandola fino a 16 GB nel modello più capace.